# Apogonia timorensis
Apogonia timorensis är en skalbaggsart som beskrevs av Moser 1913. Apogonia timorensis ingår i släktet Apogonia och familjen Melolonthidae. Inga underarter finns listade i Catalogue of Life.